# Bryan Gordon
Bryan Gordon é um diretor, escritor, ator e produtor estadunidense de cinema e televisão, conhecido principalmente por dirigir programas de comédia.

## Biografia
Gordon nasceu e foi criado em Dover, Delaware. Ele frequentou a Dover High School e se formou na Universidade de Delaware em 1969. Ele é judeu.
Após a faculdade, Gordon mudou-se para Nova York e começou sua carreira como escritor de comédias noturnas na rede ABC com Fridays, no início da década de 1980. Ele se tornou um cineasta independente, escrevendo e dirigindo o curta-metragem vencedor do Oscar Ray's Male Heterosexual Dance Hall (1987).
Gordon dirigiu episódios de séries de televisão como Grace and Frankie, The Office, Weeds, Studio 60 on the Sunset Strip, The West Wing, Ally McBeal, Boston Public, Sports Night, Curb Your Enthusiasm, Freaks and Geeks e The Wonder Years.
Ele dirigiu vários pilotos — entre eles One Tree Hill — definindo a aparência e o design das séries. Dirigiu e produziu o piloto da TBS The Wedding Band que estreou em 2012. No mesmo ano, dirigiu um documentário para a ESPN, intitulado The Arnold Palmer, que foi nomeado para o Sports Emmy. Em 2009 e 2010, dirigiu e produziu a série Party Down para a Starz.

## Prêmios e indicações
Gordon foi indicado três vezes para o Prêmio Sindicato dos Diretores da América. Em 2002, ele recebeu o Prêmio de Melhor Direção de Série de Comédia. Ele é membro do hall da fama de sua alma mater, a Universidade de Delaware.

## Vida pessoal
Bryan Gordon é casado com a cineasta Jessie Nelson. Eles residem em Los Angeles e têm uma filha, a atriz Molly Gordon (n. 1995).